# ایتابرابا
ایتابرابا (به پرتغالی: Itaberaba) یک منطقهٔ مسکونی در برزیل است که در باهیا واقع شده‌است. ایتابرابا ۶۴٬۶۴۶ نفر جمعیت دارد.